# روس كافين
روس كافين (بالإنجليزية: Ross Caven)‏ هو لاعب كرة قدم بريطاني في مركز الدفاع، ولد في 4 أغسطس 1965 في غلاسكو في المملكة المتحدة. لعب مع نادي كوينز بارك.